# 熵力
熵力（英語：entropic force）在物理学中是指一个系统中的一种宏观作用力，其性质主要不是由这个系统中的某种特定的微观作用力（如电磁力）决定，而是表现为整个系统对于熵增加的统计趋势。例如對橡膠的彈性或密閉气体的拉伸或是壓縮作功時，所需對抗的力，皆是種熵力。當外力減弱或是移除時，系統的形狀會自發的傾向於回復成熵較高的原始狀態。

## 实例

### 布朗运动
布朗运动的熵方法最初是被RM纽曼提出的。
.

### 疏水力

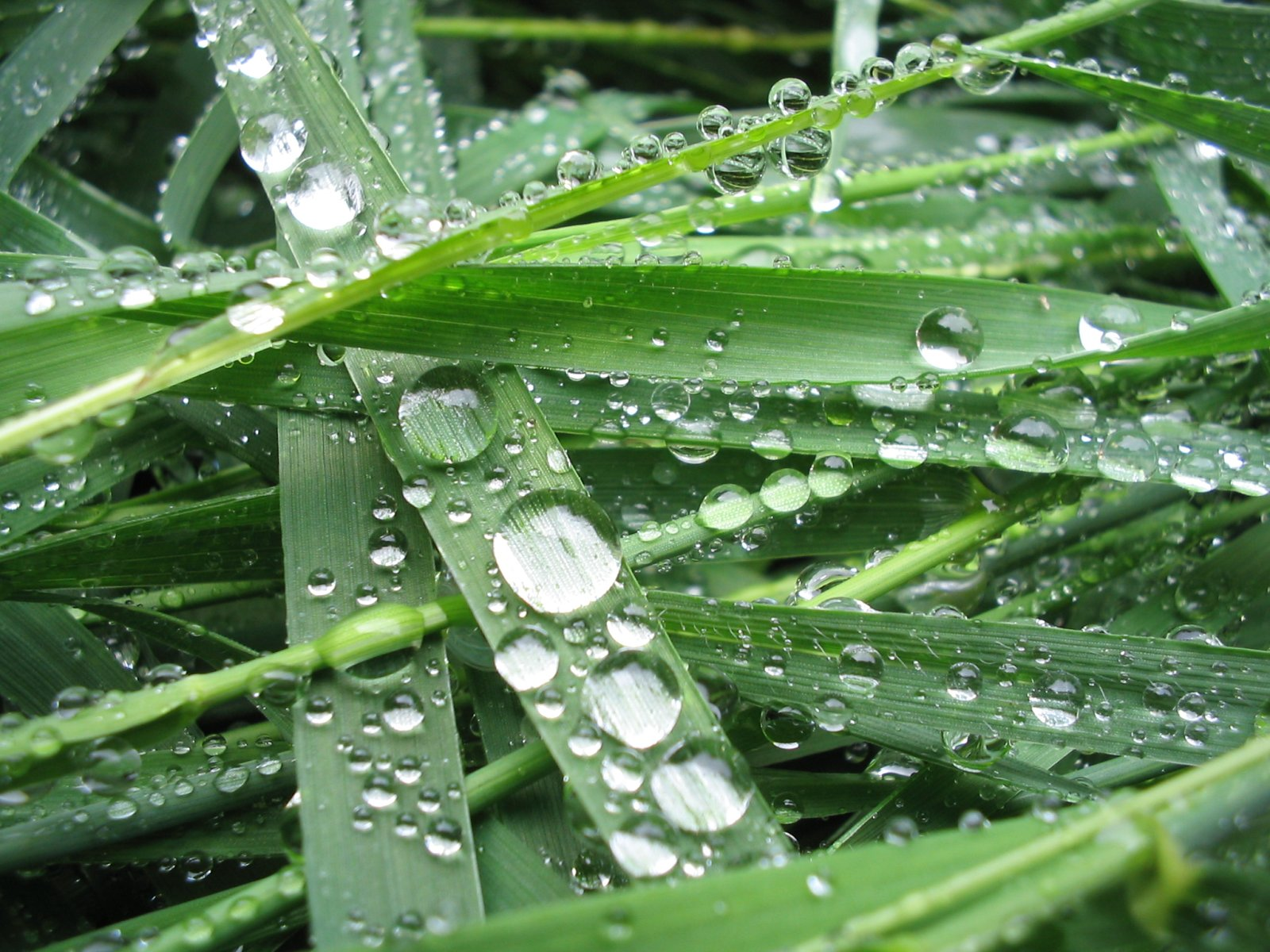
水珠在疏水性的草表面。

熵力的另一个例子是疏水力。在室温下，当它们与溶解物质分子相互作用时，它部分地起源是由水分子的三维网络中熵的损失。
1. ↑  Entropic approach to Brownian movement; See Richard M. Neumann, Am. J. Phys. 48, 354 (1980) http://dx.doi.org/10.1119/1.12095
2. ↑  The entropy of a single Gaussian macromolecule in a noninteracting solvent; See Richard M. Neumann, J. Chem. Phys. 66 , 870 (1977) ; http://dx.doi.org/10.1063/1.433923